# Zhang Ning
Pour les articles homonymes, voir Zhang Ning (universitaire) et Zhang.
Dans ce nom chinois, le nom de famille, Zhang, précède le nom personnel.
Zhang Ning, (chinois simplifié : 张宁 ; chinois traditionnel : 張寧 ; pinyin : Zhāng Níng, née le 19 mai 1975 à Jinzhou), est une ancienne joueuse de badminton chinoise qui a arrêté sa carrière à l'issue des Jeux Olympiques de 2008.

## Palmarès

### Jeux olympiques d'été
Jeux Olympiques de 2004 à Athènes,  Grèce
 Médaille d'or en simple dames
Jeux Olympiques de 2008 à Pékin,  Chine
 Médaille d'or en simple dames

### Championnats du monde de badminton
Championnats du monde 2007 à Kuala Lumpur,  Malaisie
 Médaille de bronze
Championnats du monde 2006 à Madrid,  Espagne
 Médaille d'argent 
Championnats du monde 2005 à Anaheim,  États-Unis
 Médaille d'argent 
Championnats du monde 2003 à Birmingham,  Angleterre
 Médaille d'or  
Championnats du monde 2001 à Séville,  Espagne
 Médaille de bronze